# 3972-es busz
A 3972-es jelzésű autóbuszvonal Tiszaújváros, Sajólád, Bőcs, Girincs, Kesznyéten és Tiszalúc között húzódó regionális vonal volt, amelyet az ÉMKK Zrt. üzemeltetett.

## Története, útvonala
A keresztirányú járat Borsod-Abaúj-Zemplén megye egyik legnagyobb városát, a járásközpont Tiszaújvárost kötötte össze a 80-as vasútvonalon állomással rendelkező Tiszalúccal, útvonalára Kesznyétent is felfűzve. A járat indítására azért volt szükség, mert 2018. augusztus 1-től a kesznyéteni Sajó-hidat felújítás miatt teljes szélességében lezárták. Az árhullámok idején a műtárgy korábban is használhatatlanná vált, de ez a felújítás több hónapon keresztül tartott, így a vállalatnak reagálnia kellett a változásokra.
A Sajón az átkelési lehetőségek korlátozottak, Kesznyéten után legközelebb Sajóládnál volt híd, így a buszoknak odáig kellett kerülniük, Tiszaújváros és Sajólád között a járatok nem is álltak meg sehol, Kesznyétent Bőcs és Girincs irányába érték el, Kesznyéten és Tiszalúc között pedig a megszokott útvonalon haladtak. A kényszerkerülő miatt a járműelosztás kissé felborult. A járat szeptember 6-áig közlekedett, ekkor ugyanis Muhi és Köröm között ideiglenes pontonhidat emeltek, melyet busszal is járhatóvá tettek, így kisebbet kell kerülni. Az ÉMKK az új útvonalon 3992-es menetrendi számmal közlekedtetett járatokat.

## Közlekedése
Napi fordulószáma alacsonyabb volt, mint az ősjáraté. A munkálatokat 2018. november 15-én fejezték be, mikortól az új híd elkészültével ismét eredeti útvonalon, 3974-es vonalszámmal mai napig létesített Tiszaújváros és Tiszalúc kapcsolata.

## Megállóhelyei
| 0  | Tiszaújváros, MOL autóbusz-váróterem végállomás     | 0.0 km  | 1450 3731, 3733, 3744, 3745, 3950, 3952, 3960, 3963, 3964, 3965, 3966, 3968, 3970, 3971, 3975, 4008, 4484                                                                                           |
| 1  | Tiszaújváros, bejárati út                           | 1.2 km  | 2 1341, 1369, 1370, 1372, 1424, 1426, 1450 3731, 3733, 3739, 3744, 3745, 3950, 3952, 3960, 3963, 3964, 3965, 3968, 3970, 3971, 3975, 4008, 4484                                                     |
| 2  | Tiszaújváros, művelődési ház                        | 1.6 km  | 2, 3 1424 3731, 3733, 3734, 3739, 3744, 3745, 3950, 3952, 3960, 3963, 3965, 3968, 3970, 3971, 3966, 3975, 4008, 4484                                                                                |
| 3  | Tiszaújváros, autóbusz-állomás vonalközi végállomás | 2.4 km  | 1, 1A, 2, 3 1057, 1341, 1369, 1370, 1372, 1374, 1424, 1427 3731, 3733, 3734, 3737, 3739, 3744, 3745, 3752, 3950, 3952, 3960, 3963, 3964, 3965, 3966, 3967, 3968, 3969, 3970, 3971, 3975, 4008, 4484 |
| 4  | Sajólád, Fráter György utca                         | 21.1 km | 3733 |
| 5  | Gyömrői tanya                                       | 21.7 km | 3733 |
| 6  | Bőcs, Sajóládi Vízmű                                | 22.7 km | 3733 |
| 7  | Bőcs, Déryné utca                                   | 24.0 km | 3733 |
| 8  | Bőcs, községháza                                    | 24.8 km | 3731, 3733, 3785 |
| 9  | Bőcs, Rákóczi utca 2.                               | 25.8 km | 3731, 3733, 3785 |
| 10 | Bőcs, ABC áruház                                    | 26.1 km | 3731, 3733, 3785 |
| 11 | Bőcs, iskola                                        | 26.3 km | 3731, 3733, 3785 |
| 12 | Bőcs, József Attila utca 38.                        | 26.8 km | 3731, 3733, 3785 |
| 13 | Berzék, Rákóczi utca 3.                             | 27.5 km | 3731, 3733, 3785 |
| 14 | Berzék, Esze Tamás utca                             | 28.1 km | 3731, 3733, 3785 |
| 15 | Berzék, Perczel Mór utca                            | 28.7 km | 3731, 3733, 3785 |
| 16 | Sajóhídvég, újtelep                                 | 30.3 km | 3731, 3733, 3785 |
| 17 | Sajóhídvég, faluház                                 | 30.8 km | 3731, 3733, 3785 |
| 18 | Sajóhídvég, Petőfi utca                             | 31.1 km | 3731, 3733, 3785 |
| 19 | Köröm, községháza                                   | 32.7 km | 3731, 3733, 3785 |
| 20 | Köröm, tiszalúci útelágazás                         | 33.1 km | 3731, 3733, 3785 |
| 21 | Girincs, Rózsa utca                                 | 35.4 km | 3731, 3733, 3785 |
| 22 | Girincs, bolt                                       | 35.9 km | 3731, 3733, 3785 |
| 23 | Girincs, Kossuth utca 2.                            | 36.3 km | 3731, 3733, 3785 |
| 24 | Kiscsécs, autóbusz-váróterem                        | 37.9 km | 3731, 3733, 3785 |
| 25 | Kesznyéten, Rákóczi utca                            | 40.0 km | 3731, 3733, 3785 |
| 26 | Kesznyéten, Dózsa György utca                       | 40.6 km | 3731, 3733, 3785 |
| 27 | Kesznyéten, Táncsics utca                           | 40.9 km | 3731, 3733, 3785 |
| 28 | Kesznyéten, templom vonalközi végállomás            | 42.0 km | 3731, 3733, 3785 |
| 29 | Kesznyéten, Táncsics utca                           | 42.7 km | 3731, 3733, 3785 |
| 30 | Tiszalúc, Petőfi út                                 | 52.6 km | |
| 31 | Tiszalúc, művelődési ház                            | 53.2 km | 3788 |
| 32 | Tiszalúc, óvoda                                     | 54.0 km | 3788 |
| 33 | Tiszalúc, Szabadság utca 2.                         | 54.9 km | 3788 |
| 34 | Tiszalúc, Alkotmány utca 89.                        | 55.3 km | 3788 |
| 35 | Tiszalúc, Alkotmány utca 95.                        | 55.7 km | 3788 |
| 36 | Tiszalúc, Alkotmány utca 121.                       | 56.1 km | 3788 |
| 37 | Tiszalúc, autóbusz-forduló végállomás               | 56.7 km | 3788 |